# Tipula (Pterelachisus) pontica
Tipula (Pterelachisus) pontica is een tweevleugelige uit de familie langpootmuggen (Tipulidae). De soort komt voor in het Palearctisch gebied.